# Römpp Lexicon Chemie
El  Römpp Lexicon Chemie (o lèxic de química de Römpp,en alemany) és una enciclopèdia química d'Alemanya. Iniciada pel professor de química Hermann Römpp el 1947, ha evolucionat fins a convertir-se en l'enciclopèdia química líder en llengua alemanya. El lèxic de química de Römpp conté unes 64.000 entrades i 215.000 enllaços.

## Història
Després de les cinc primeres edicions de Hermann Römpp, de:Erhard Ühlein es va fer càrrec de l'editorial l'any 1964. Va morir poc després de publicar la 6a edició. La 7a i la 8a edició van ser editades per Otto-Albrecht Neumüller.
El 1988, el lèxic de química de Römpp va ser transferit a Thieme Medical Publishers, amb l'editorial a càrrec d'un equip d'autors. La 9a edició i la 10a edició, les dues darreres edicions impreses, es van publicar el 1992 i el 1999, respectivament.
Des de 2002 el Römpp es publica en línia com a enciclopèdia web.

## Spin-offs
L'equip editorial ha creat diverses derivacions, com ara l' Enciclopèdia Römpp Natural Products (2000) i volums sobre biotecnologia i genètica, medi ambient, química alimentària i pintura i vernís.